# Ana Kasparian
Anahit Misak «Ana» Kasparian (armeni: Անահիտ Միսաքի Գասպարյան, pronounciat [ɑnɑˈhid mi ˈsɑkʰ kʰɑsbɑˈɾjɑn]) (Northridge, Los Angeles, Califòrnia, 7 de juliol de 1986) és una comentarista política d'esquerres, activista social, catedràtica, feminista estatunidenca d'ascendència armènia. És coproductora principal del canal polític The Young Turks. Va començar treballant com a panelista, al costat de Cenk Uygur, per TYT Network en el 2007, i ara és la coproductora del programa principal, a més de tenir la seva pròpia productora anomenada The Point with Ana Kasparian i impartir classes de Ciències Polítiques a la Universitat de Northridge, Califòrnia. Ha estat convidada com a comentarista i intel·lectual política en importants cadenes de notícies com a CNN i RT.
El gener del 2016, la revista Forbes va incloure Kasparian en la seva llista dels "30 periodistes menors de 30 anys més influents".